# クラージュキッズ
クラージュキッズは、東京都渋谷区に本社を置く株式会社クラージュが運営する子役事務所。

## 概要
クラージュキッズは、1991年に設立した株式会社クラージュが運営し子役の事務所として知名度のある事務所である。

## クラージュの施設
東京オフィス 東京都渋谷区東3丁目16番5号 サンパーク恵比寿201号
東京校 恵比寿、池袋、原宿
大阪校・オフィス 大阪府大阪市中央区南船場4-12-24 現代心斎橋ビル10F（スタジオは6F）
名古屋校 愛知県名古屋市中区栄1-10-3 CK12伏見ビル5F
クラージュキッズのSNSセクション　COURAGE CREATORS

## クリエイターズ
- 2020年8月29日に開設されたYouTubeチャンネル「クラージュクリエイターズ」で主に活動を行っている。
- 「クラージュクリエイターズ」とは、【みんなが笑顔になれる】「笑顔」と「楽しさ」をコンセプトに、6人のクリエイターたちが色んなことに奮闘していく様子を配信するチャンネル。

### メンバー

#### 現メンバー
| 名前   | 名前         | 名前            | 生年月日              | 出身地   | 加入期 | 備考         |
| ------ | ------------ | --------------- | --------------------- | -------- | ------ | ------------ |
| ひなた | 野々山ひなた | ののやま ひなた | 2006年5月12日（18歳） | 愛知県   | 1期    | - リーダー   |
| りおん | 石田凛音     | いしだ りおん   | 2008年2月24日（17歳） | 神奈川県 | 1期    | - 副リーダー |
| すず   | 柳瀬紗       | やなせ すず     | 2006年8月22日（18歳） |          | 1期    | [ 2 ] [ 3 ]  |
| はづき | 中田華月     | なかた はづき   | 2008年9月25日（16歳） | 千葉県   | 1期    | [ 5 ] [ 6 ]  |
| 研究生 |              |                 |                       |          |        |              |
| かれん | 木村夏蓮     | きむら かれん   | 2010年9月13日（14歳） |          | 4期    | [ 7 ]        |
| せな   | 白石紗羽     | しらいし せな   | 2010年9月14日（14歳） |          | 4期    | [ 8 ]        |
| みづき | 秋山みづき   | あきやま みづき | 2008年3月4日（17歳）  |          | 5期    | [ 9 ]        |

#### 旧メンバー
| 名前     | 名前     | 名前            | 生年月日              | 出身地 | 加入期 | 最終在籍日    | 備考                 |
| -------- | -------- | --------------- | --------------------- | ------ | ------ | ------------- | -------------------- |
| まう     | 小國舞羽 | おぐに まう     | 2008年1月24日（17歳） | 東京都 | 1期    | 2021年8月6日  | [ 11 ]               |
| ここね   | 塚本志音 | つかもと ここね | 2006年6月20日（18歳） |        | 1期    | 2022年10月1日 | [ 13 ]               |
| さやりさ | 石出紗彩 | いしで さや     | 2009年8月31日（15歳） |        | 2期    | 2023年8月31日 | [ 15 ] [ 16 ]        |
| さやりさ | 石出莉彩 | いしで りさ     | 2011年5月30日（13歳） |        | 2期    | 2023年8月31日 | [ 17 ] [ 15 ] [ 16 ] |
| まりあ   | 岩崎聖愛 | いわさき まりあ | 2008年2月10日（17歳） |        | 3期    | 2024年3月2日  | - 研究生のまま卒業   |
| はんな   | 福岡帆菜 | ふくおか はんな | 2008年4月10日（17歳） |        | 3期    | 2024年3月2日  | - 研究生のまま卒業   |

### 構成の推移
| 年月日  | 出来事                  | 増減 | 合計 | 期別 | 期別 | 期別 | 期別 | 期別 |
| 年月日  | 出来事                  | 増減 | 全   | 1期  | 2期  | 3期  | 4期  | 5期  |
| 2020年  | 出来事                  | 増減 | 全   | 1期  | 2期  | 3期  | 4期  | 5期  |
| ------- | ----------------------- | ---- | ---- | ---- | ---- | ---- | ---- | ---- |
| 8月29日 | 1期生6名 加入           | +6   | 6    | 6    |      |      |      |      |
| 2021年  | 出来事                  | 増減 | 全   | 1期  | 2期  | 3期  | 4期  | 5期  |
| 4月29日 | 2期生2名 お披露目       | +2   | 8    | 6    | 2    |      |      |      |
| 8月1日  | 3期生2名 お披露目       | +2   | 10   | 6    | 2    | 2    |      |      |
| 11月4日 | 小國舞羽 卒業           | -1   | 9    | 5    | 2    | 2    |      |      |
| 2022年  | 出来事                  | 増減 | 全   | 1期  | 2期  | 3期  | 4期  | 5期  |
| 8月25日 | 4期生2名 お披露目       | +2   | 11   | 5    | 2    | 2    | 2    |      |
| 10月1日 | 塚本志音 卒業           | -1   | 10   | 4    | 2    | 2    | 2    |      |
| 2023年  | 出来事                  | 増減 | 全   | 1期  | 2期  | 3期  | 4期  | 5期  |
| 8月31日 | 石出紗彩・石出莉彩 卒業 | -2   | 8    | 4    | -    | 2    | 2    |      |
| 2024年  | 出来事                  | 増減 | 全   | 1期  | 2期  | 3期  | 4期  | 5期  |
| 3月2日  | 岩崎聖愛・福岡帆菜 卒業 | -2   | 6    | 4    | -    | -    | 2    |      |
| 3月28日 | 5期生1名 お披露目       | +1   | 7    | 4    | -    | -    | 2    | 1    |

## 所属タレント
男性
- 石田星空
- 伊藤駿太
- 大熊大貴
- 島田悠生
- 林一太朗
- 細井鼓太
- 森島律斗
- 渡邉斗翔

女性
- 石田凛音
- 茂内麻結
- 野々山ひなた
- 小井圡菫玲

## 過去の所属タレント
男性
- 秋元黎
- 志水透哉
- 湯川颯
- 吉田晴登

女性
- 桜田ひより
- 清水美怜
- 須田琥珀
- 高松咲希
- 中島琴音
- 稲垣芽生
- 稲垣来泉
- 大野りりあな